# 고마노 오야마
고마노 오야마(일본어: 高麗 大山, こまのおおやま, 생년 미상 ~ 762년)는 나라 시대의 관리였다. 성씨는 배래공(일본어: 背奈公, せなこう 세나코[*]), 후에 배래왕(일본어: 背奈王, せなのこにきし 세나노코니키시[*]), 고려조신(高麗朝臣)이었다. 고구려계 이주민 '세나노 후쿠토쿠'(背奈福徳)의 손자, 세나노 유키후미(背奈行文)의 자식이다. 아들은 다카쿠라노 도노쓰구(高倉殿継). 관위(官位)는 종오위하(従五位下)・견고려대사(견발해대사), 사후 증정오위하(贈正五位下).

## 생애
747년 외정칠위하(外正七位下)였을때, 종형제인 배래복신・남동생인 세나 히로야마(背奈広山)와 함께 고려조신(高麗朝臣)의 성이 사여(賜與)되었다. 그 후, 고려조신성이 사여되었다. 752년 견당사판관(判官)으로써 입당했다. 754년 당나라에서 귀국하며, 정육위상에서 종오위하로 승서(昇敍)되었다.
761년 무사시고쿠시에 뒤이어 견고려대사(견발해대사)에 임명되어, 발해사(渤海使)인 왕신복을 따라서 발해로 건너갔다. 762년에 발해에서 돌아오던 배 위에서 병을 얻어, 사리요쿠노쓰(일본어: 佐利翼津, さりよくのつ)까지 도착한 후에 죽었다. 사후에 조정에서 2계급의 승서를 받고, 사후 증 정오위하의 지위가 추서되었다.